# Gösta Torstensson
Gösta Hugo Torstensson född 1955, död 18 december 2015, var författare, skribent och redaktör. Torstensson var verksam som författare och skribent i EU-frågor, frontfigur inom Folkrörelsen Nej till EU. Han var redaktör för dess tidning Kritiska EU-fakta.